# Postal 97’
Postal '97 es el tercer disco editado por la banda 2 Minutos. En este tercer disco el sonido de la banda tiene un cambio notable, para muchos fanes un sonido más comercial, para otros un sonido más maduro.
El disco es producido por Juanchi Baleirón (de la banda Los Pericos), quien también produciría en 2006 el disco ¨Un Mundo de Sensaciones¨ de la banda.

## Lista de temas
1. Qué yeta
2. 1987
3. El se va
4. No mientas más
5. La balanza
6. Mal romance
7. Recuerdos en la arena
8. A veces
9. Los chuquis!
10. La ladrona
11. Domingos
12. Postal '95
13. Gatillo fácil
14. Los ladrones
15. Nada que hacer
16. Pequeño gran héroe

- Datos: Q6083451